# Chrysler Voyager
Chrysler Voyager — минивэн, выпускавшийся корпорацией Chrysler в 1988 — 2016 годах. Продажи Voyager стартовали в 1988 году в Европе. Voyager является почти полной копией Plymouth Voyager и Dodge Caravan. Удлиненная версия называется Chrysler Grand Voyager. Так же существует в военном исполнении и для стран Южной Африки с баками повышенного объема вместимостью 340 и 290 литров.

## Безопасность
Разные поколения автомобиля прошли тест Euro NCAP в 1999, 2007 и 2011 годах:
| Euro NCAP                                                    | Euro NCAP | Euro NCAP | Euro NCAP |
| ------------------------------------------------------------ | --------- | --------- | --------- |
| Рейтинги                                                     | Пассажир  |           | 14        |
| Рейтинги                                                     | Пешеход   |           | 6         |
| Протестированная модель: Chrysler Voyager 2.5 TD, LHD (1999) |           |           |           |

| Euro NCAP                                             | Euro NCAP | Euro NCAP | Euro NCAP |
| ----------------------------------------------------- | --------- | --------- | --------- |
| Рейтинги                                              | Пассажир  |           | 20        |
| Рейтинги                                              | Ребёнок   |           | 37        |
| Рейтинги                                              | Пешеход   |           | 0         |
| Протестированная модель: Chrysler Voyager, LHD (2007) |           |           |           |

| Euro NCAP                                                              | Euro NCAP | Euro NCAP | Euro NCAP             |
| ---------------------------------------------------------------------- | --------- | --------- | --------------------- |
| · общий рейтинг                                                        |           |           |                       |
| 79%                                                                    | 67%       | 47%       | 71%                   |
| взрослый пассажир                                                      | ребёнок   | пешеход   | активная безопасность |
| Протестированная модель: Lancia Voyager, 2,8 L Дизель, Platinum (2011) |           |           |                       |